# Thimar (альбом)
Thimar — п'ятий студійний альбом Ануара Брагема.

## Список пісень
1. Badhra (08:31)
2. Kashf (05:22)
3. Houdouth (05:36)
4. Talwin (04:16)
5. Waqt (02:33)
6. Uns (04:49)
7. Al Hizam Al Dhahbi (05:40)
8. Qurb (05:15)
9. Mazad (05:04)
10. Kernow (05:11)
11. Hulmu Rabia (02:15)

## Учасники запису
- Ануар Брагем — уд
- Джон Сурман — бас-кларнет, сопрано-саксофон
- Дейв Голанд — контрабас